# Coprococcus
Genre
Espèces de rang inférieur
- Coprococcus catus
- Coprococcus comes
- Coprococcus eutactus

Coprococcus est un genre de cocci anaérobies qui font partie du microbiote fécal humain. Coprococcus peut protéger contre le cancer du côlon chez l'humain en produisant de l'acide butyrique.
Trois espèces ont été décrites :
- Coprococcus catus Holdeman et Moore 1974
- Coprococcus comes Holdeman et Moore 1974
- Coprococcus eutactus Holdeman et Moore 1974

C. comes semble jouer un rôle dans les cas de résistance aux médicaments contre la tension artérielle.

## Étymologie
Le taxon est basé sur les racines grecqueskopros 'excréments, fèces' etkokkos 'baie', Coprococcus signifiant coccus fécal.